# Karankasaari (ö i Mellersta Finland)
Karankasaari är en ö i Finland. Den ligger i sjön Lannevesi och i kommunen Saarijärvi i den ekonomiska regionen  Saarijärvi-Viitasaari och landskapet Mellersta Finland, i den centrala delen av landet, 270 km norr om huvudstaden Helsingfors. Öns area är 23,7 hektar och dess största längd är 1,4 kilometer i sydöst-nordvästlig riktning.